# جورج الأنطاكي
جورج الأنطاكي (توفي 1151 أو 1152) كان أول أدميرال وخليفة كريستودولوس. كان جورج من الروم الملكانيين وولد في أنطاكية، بعدها انتقل مع والده ميخائيل وأمه إلى تونس. عمل والداه في خدمة تميم بن المعز الزيري. اختلف جورج مع يحيى بن تميم وغادر سرًا إلى صقلية المسيحية، فارًا على متن سفينة من باليرمو كانت راسية في المهدية عندما كان أرباب عمله يصلون. لدى وصوله إلى العاصمة الصقلية، توجه مباشرة إلى القصر ليعمل في خدمة الكونت النورماني روجر الثاني.